# Chiesa di Santo Stefano (Pescina)
La chiesa di Santo Stefano a Pescina si trova nel comune di Vaglia, nella valle della Carza, in prossimità di Monte Morello.

## Storia e descrizione
La sua origine risale al 1364, ed era al centro di un borghetto, che fu travolto da una frana e mai ricostruito. Miracolosamente la frana si fermò davanti al portale della chiesa, e anziché liberare i detriti si decise di ruotare l'orientamento dell'edificio di 180°, così che ancora oggi è possibile vedere, perfettamente conservati, i resti del primitivo portale sul retro dell'edificio.
All'interno si conservavano i resti di una pala in terracotta invetriata di Giovanni della Robbia, donata da una dama che, persasi sul Monte Morello, era riuscita a orientarsi grazie alle campane di Pescina. Malamente trafugata nel 1906, fu ridotta in pezzi, in parte rimasti in loco (il San Lorenzo), in parte ricoverati nei depositi della soprintendenza. Dopo il recente restauro è stata collocata nella chiesa di San Pietro a Vaglia.
Nel ciborio sono raffigurati due angeli che adorano l'Incarnazione.
La chiesa non è officiata.